# Composizioni di Cezar' Antonovič Kjui

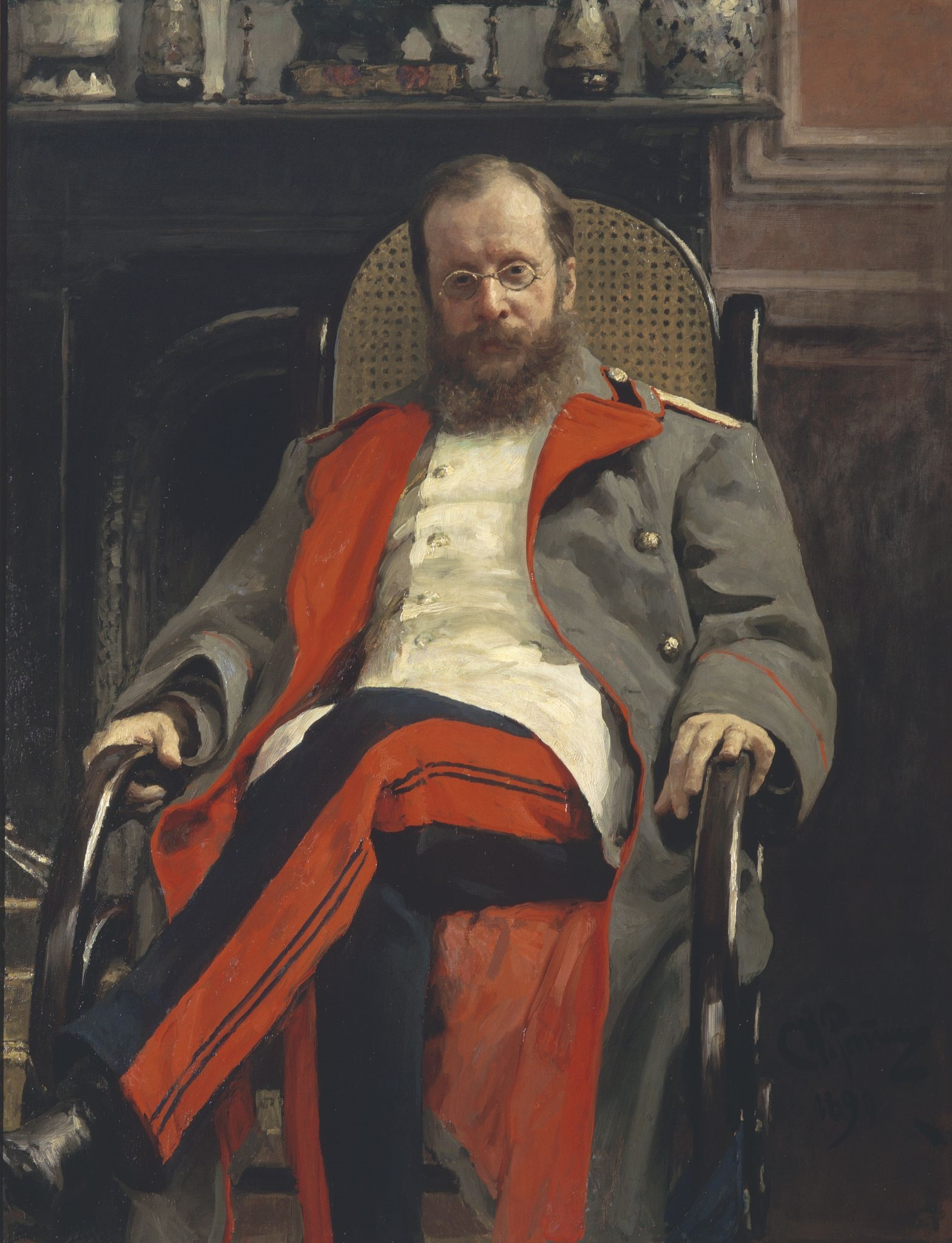
Ritratto di Cezar' Kjui di Il'ja Repin, 1890, Galleria Tret'jakov, Mosca

Lista delle composizioni di Cezar' Antonovič Kjui (1835-1918), ordinate per genere. Molte delle composizioni di Kjui, specialmente dell'ultimo periodo della sua vita, esistono solamente manoscritte presso la Biblioteca nazionale russa, così come le partiture orchestrali di molte sue opere.

## Opere liriche
| Titolo                        | Periodo                                                      | Libretto                        | Note |
| ----------------------------- | ------------------------------------------------------------ | ------------------------------- | --- |
| Il castello di Neuhausen      | 1856?                                                        |                                 | Incompiuta, solo abbozzi.                                                                                                 |
| Il prigioniero del Caucaso    | 1857-58; 1881-82 (prima revisione); 1885 (seconda revisione) | Viktor Krylov                   | |
| Il figlio del mandarino       | 1859                                                         | Viktor Krylov                   | |
| William Ratcliff              | 1861-68                                                      | Cezar' Kjui, Viktor Krylov      | |
| Angelo                        | 1871-75                                                      | Viktor Burenin                  | |
| Mlada                         | 1872                                                         | Viktor Krylov                   | Incompiuta; lavoro in collaborazione con Nikolaj Rimskij-Korsakov, Ludwig Minkus, Modest Musorgskij, e Aleksandr Borodin. |
| Il filibustiere               | 1888-89; 1908 (revisione intitolata Presso il mare)          | Jean Richepin                   | |
| Il Saraceno                   | 1896-98                                                      | Cezar' Kjui, Vladimir Stasov    | |
| Il banchetto durante la peste | 1900                                                         | Aleksandr Puškin                | |
| Undina                        | 1900-04?                                                     |                                 | Incompiuta, solo abbozzi.                                                                                                 |
| Mademoiselle Fifi             | 1902-03                                                      | Cezar' Kjui                     | |
| Il bogatyr di neve            | 1906                                                         | Marina Polʹ                     | |
| Mateo Falcone                 | 1906-07                                                      | Cezar' Kjui                     | |
| La figlia del capitano        | 1907-09                                                      | Cezar' Kjui                     | |
| Cappuccetto Rosso             | 1911                                                         | Marina Polʹ                     | |
| Ivan il matto                 | 1913                                                         | Nadežda Dolomanova              | |
| Il gatto con gli stivali      | 1913                                                         | Marina Polʹ, Nadežda Dolomanova | |

## Opere orchestrali
| Opus | Titolo                                       | Periodo | Note                                                                      |
| ---- | -------------------------------------------- | ------- | ------------------------------------------------------------------------- |
| 12   | Tarantella                                   | 1858    |                                                                           |
|      | Allegro in mi bemolle maggiore per orchestra | 1862    | Incompiuto, parzialmente riutilizzato in William Ratcliff                 |
| 18   | Marche solennelle                            | 1881    |                                                                           |
| 24   | Due pezzi per violino e orchestra            | 1884    | Anche in arrangiamento per violino e pianoforte.                          |
| 25   | Suite concertante per violino e orchestra    | 1884    | Anche in arrangiamento per violino e pianoforte.                          |
| 36   | Due pezzi per violino e orchestra            | 1886    | Anche in arrangiamento per violoncello e pianoforte.                      |
|      | Marcia                                       | 1886?   | Solo abbozzi.                                                             |
| 38   | Suite n. 2                                   | 1887    |                                                                           |
|      | Fanfare per fiati e percussioni              | 1889    |                                                                           |
| 43   | In modo populari, piccola suite (n. 3)       | 1890    |                                                                           |
| 65   | Valzer                                       | 1904    |                                                                           |
| 82   | Tre scherzi                                  | 1910    |                                                                           |
|      | Gloria in guardia, marcia solenne            | 1915    | Per banda militare, anche in arrangiamento per pianoforte a quattro mani. |
|      | Gloria                                       | 1915-16 | Marcia per banda militare.                                                |

## Musica da camera
| Opus | Titolo                                                     | Periodo  | Note                                                          |
| ---- | ---------------------------------------------------------- | -------- | ------------------------------------------------------------- |
|      | Andante e Allegro per quartetto d'archi                    | 1858?    |                                                               |
| 14   | Piccola suite per violino e pianoforte                     | 1879     | Lo Scherzino n. 3 anche in arrangiamento per pianoforte solo. |
| 39   | Sette miniature per violino e pianoforte                   | 1886     | Anche in arrangiamento per pianoforte solo.                   |
| 45   | Quartetto per archi n. 1                                   | 1890     |                                                               |
| 50   | Caleidoscopio, ventiquattro pezzi per violino e pianoforte | 1893     | Il n. 17 è un arrangiamento del Petit prélude n. 1.           |
|      | Tarantella per violino e pianoforte                        | 1893     |                                                               |
| 51   | Sei bagatelle per violino e pianoforte                     | 1893-94  |                                                               |
|      | Quasi mazurka per violino e pianoforte                     | 1894     |                                                               |
| 56   | Cinque piccoli duetti per flauto e violino con pianoforte  | 1897     |                                                               |
| 68   | Quartetto per archi n. 2                                   | 1907     |                                                               |
| 81   | Barcarola per violoncello e pianoforte                     | 1910     |                                                               |
| 84   | Sonata per violino e pianoforte                            | 1860-70? |                                                               |
|      | Valse mélancolique per violino e pianoforte                | 1911?    |                                                               |
| 91   | Quartetto per archi n. 3                                   | 1913     |                                                               |
|      | Scherzetto per flauto e pianoforte                         | 1916     |                                                               |

## Opere per pianoforte e strumenti a tastiera
Le composizioni sono per pianoforte solo, se non indicato diversamente.
| Opus | Titolo                                             | Periodo  | Note |
| ---- | -------------------------------------------------- | -------- | --- |
|      | Mazurca in sol minore                              | 1849?    | |
|      | Ouverture, o qualcosa di questo genere             | 1849-56? | Per pianoforte a quattro mani (orchestra?), incompiuta. |
|      | Ouverture                                          | 1856     | Per pianoforte a quattro mani (orchestra?), incompiuta. |
|      | Marcia                                             | 1856?    | |
|      | Entr'acte                                          | 1857     | Per pianoforte a quattro mani. |
| 1    | Scherzo n. 1                                       | 1857     | Per pianoforte a quattro mani, anche in arrangiamento per orchestra. |
| 2    | Scherzo n. 2 à la Schumann                         | 1857     | Per pianoforte a quattro mani, anche in arrangiamento per orchestra. |
|      | Scherzo in fa diesis minore o la maggiore          | 1857?    | |
|      | Polacca                                            | 1858?    | |
|      | Polka                                              | 1858?    | Per pianoforte a quattro mani (orchestra?), incompiuta. |
|      | Scherzo in do maggiore                             | 1862     | |
|      | Scherzo in sol diesis minore                       | 1862     | |
| 8    | Tre pezzi                                          | 1877     | |
|      | Parafrasi su tema preferito e obbligato            | 1878     | Fa parte di una raccolta di pezzi di Aleksandr Borodin, Cezar' Kjui, Anatolij Ljadov e Nikolaj Rimskij-Korsakov.                                                                          |
|      | Pezzo per cinque dita                              | 1881?    | Per pianoforte a quattro mani. |
| 20   | Dodici miniature                                   | 1882     | Anche in arrangiamento per violino e pianforte; le n. 5 e 8 anche in arrangiamento per violino e orchestra; le n. 10, 4, 5, 6, 8, e 12 anche in arrangiamento per orchestra come op. 20a. |
| 21   | Suite                                              | 1883     | |
| 22   | Quattro pezzi                                      | 1883     | |
| 26   | Valse-caprice                                      | 1883-84  | |
| 29   | Deux Bluettes                                      | 1886     | |
| 30   | Due polacche                                       | 1886     | |
| 31   | Tre valzer                                         | 1886     | |
| 35   | Tre improvvisi                                     | 1886     | |
| 40   | À Argenteau, raccolta di nove pezzi caratteristici | 1887     | I n. 1, 5, 4, 8 e 9 anche arrangiati per orchestra (da Aleksandr Glazunov?) come suite n. 4, op. 40a; il n. 2 anche in arrangiamento per violino, violoncello e pianoforte.               |
| 41   | Tre movimenti di valzer                            | 1888     | |
|      | Petit prélude n. 1                                 | 1888     | Anche in arrangiamento per violino e pianoforte come op. 50, n. 17. |
|      | Petit prélude n. 2                                 | 1889     | |
|      | Pezzo infantile                                    | 1889?    | Per pianoforte a quattro mani. |
|      | Tema per variazioni                                | 1890?    | |
| 52   | Cinque pezzi                                       | 1895     | |
|      | Impromptu-caprice in mi maggiore                   | 1896     | |
|      | Ninna nanna                                        | 1900     | |
| 60   | Quattro pezzi                                      | 1901     | |
| 61   | Tema e variazioni                                  | 1901     | |
| 64   | Venticinque preludi                                | 1904     | |
| 69   | Tre pezzi                                          | 1907     | Per due pianoforti. |
| 70   | Due mazurche                                       | 1907     | |
| 74   | Dieci pezzi a cinque dita                          | 1906?    | Per pianoforte a quattro mani. |
| 79   | Tre mazurche                                       | 1909     | |
| 83   | Cinque pezzi                                       | 1911     | |
|      | Due preludi                                        | 1913     | Per organo o armonium. |
| 92   | Trois esquisses mélodiques                         | 1913?    | |
| 94   | Tre movimenti di danza                             | 1914     | |
| 95   | Cinque pezzi                                       | 1914     | |
|      | In attesa                                          | 1914?    | |
| 100  | Diciotto variazioni                                | 1916     | |
| 103  | Tema con variazioni                                | ?        | |
| 104  | Tema e variazioni (preludio)                       | 1916     | |
| 106  | Petite sonatine                                    | 1916     | |
|      | Tre pezzi (dagli ultimi anni)                      | ?        | |

## Canzoni
Tutte le composizioni sono per voce e pianoforte e in lingua russa, se non indicato diversamente.
| Opus | Titolo | Periodo | Testo | Note |
| ---- | --- | ------- | --- | --- |
| 3    | Tre romanze 1 Тайна (Il segreto) 2 Спи, мой друг молодой (Dormi, mio giovane amico) 3 Так и рвется душа (Così è lacerata l'anima) | 1856-57 | Viktor Krylov Aleksej Kol'cov | Le n. 1 e 2 per una voce e pianoforte, la n. 3 per due voci e pianoforte. |
|      | Я помню вечер (Io ricordo la sera) | 1857    | Andrej Žandr | |
|      | Canzone | 1857    | | Inedita. |
| 5    | Sei romanze 1 Я увидел тебя (Ti ho visto) 2 Любовь мертвеца (L'amore di un morto) 3 Недавно обольщен (Sedotto da poco) 4 В душе горит огонь любви (Nell'anima arde il fuoco dell'amore) 5 Прости (Perdonami) 6 Тебе ль оплакивать утрату юных дней? (Dovresti piangere la perdita dei tuoi giorni giovanili?) | 1857-61 | Viktor Krylov Michail Lermontov Aleksandr Puškin Aleksandr Poležaev Nikolaj Nekrasov Testo dal greco | |
|      | Из слез моих (Dalle mie lacrime) | 1858    | Heinrich Heine | |
|      | В жизни ты встретишь (Nella vita incontrerai) | 1858    | | |
| 7    | Sei romanze 1 На мольбы мои упорно (Alle mie preghiere con ostinazione) 2 О чём в тиши ночей (Di cosa nella quiete della notte) 3 Эоловы арфы (Le arpe di Eolo) 4 Мениск (La lente. Frammento epico) 5 Истомленная горем (Distrutta dal dolore) 6 Люблю, если тихо (Mi piace, se piano) | 1867-69 | Apollon Majkov | |
| 9    | Sei romanze 1 Пусть на землю снег валится (Che a terra cada la neve) 2 Из моей великой скорби (Dal mio grande dolore) 3 Во сне неутешно я плакал - In sonno io versai pianto amaro 4 Юношу, горько рыдая (Al giovane, piangendo amaramente) 5 Пушкин о Мицкевиче (Puškin su Mickevič) 6 Penses-tu que ce soit aimer? - Люблю я тебя, иль нет? (Pensi che questo sia amare?) | 1870-74 | Nikolaj Dobroljubov da Heinrich Heine da Heinrich Heine Aleksandr Puškin Émile Souvestre | Il testo della n. 3 è in russo e in italiano, tradotto da A. Gorčakov; il testo della n. 6 è in francese e nella traduzione in russo.                                                           |
| 10   | Sei romanze 1 Вчера меня ласкало счастье (Ieri la felicità mi accarezzava) 2 Ты прелестнее вдвое, малютка (Sei due volte più carino, piccolo) 3 Смеркалось, жаркий день бледнел неуловимо (Imbruniva, il giorno caldo svaniva impercettibilmente) 4 Из вод подымая головку (Dalle acque alzando la testa) 5 Rozmowa (Conversazione) 6 Polały się łzy me (Le mie lacrime scorrevano) | 1870-76 | ? Aleksej Tolstoj Aleksej Tolstoj da Heinrich Heine Adam Mickiewicz | Il testo delle n. 1-4 è in russo, il testo delle n. 5-6 è in polacco. |
| 11   | Sei romanze 1 Ни слова, о друг мой (Non una parola, o amico mio) 2 Moja pieszczotka (La mia cara) 3 В колокол, мирно дремавший (Presso il campanile, addormentandosi in quiete) 4 Когда голубыми глазами (Quando con gli occhi blu) 5 Rozmowa wieczorna (Conversazione serale) 6 Ты не любишь меня (Tu non mi ami) | 1877    | Aleksej Pleščeev Adam Mickiewicz Aleksej Tolstoj Nikolaj Berg da Heinrich Heine Adam Mickiewicz Heinrich Heine | Il testo delle n. 1,3,4 e 6 è in russo, il testo delle n. 2 e 5 è in polacco. Il testo della n. 6 è una traduzione anonima in russo con una metrica differente dalla poesia originale di Heine. |
| 13   | Sei romanze 1 Она поет и звуки тают (Lei canta e i suoni si sciolgono) 2 Переселить я в чашечку лилеи (Spostarmi in una tazza di giglio) 3 Как небеса твой взор блистает (Come il cielo il tuo sguardo brilla) 4 Gdy bym się smienił (Se io cambiassi) 5 Rezygnacja (Dimissioni) 6 Chociaż zmuszona (Separazione) | 1878    | Michail Lermontov Lebedev da Heinrich Heine Michail Lermontov Adam Mickiewicz | Il testo delle n. 1-3 6 è in russo, il testo delle n. 4-6 è in polacco. |
| 15   | Tredici quadri musicali 1 Лидуша (Liduša) 2 Зима (Inverno) 3 Зайка (Un leprotto) 4 Ласточка (Una rondine) 5 Мать и дитя (Madre e figlio) 6 Христос воскрес (Cristo è risorto) 7 Май (Maggio) 8 Петушок (Il gallo) 9 Вечерняя заря (Alba serale) 10 Капля дождевая (Una goccia di pioggia) 11 Осень (Autunno) 12 Ледяная гора (Montagna ghiacciata) 13 Елка (L'albero di Natale) | 1877-78 | Canto popolare Evgenij Baratynskij Fëdor Berg Aleksej Pleščeev Michail Michajlov da Ludwig Uhland Apollon Majkov Michail Michajlov da Heinrich Heine Canto popolare Lev Modzalevskij Aleksej Pleščeev da Moritz Hartmann Afanasij Fet-Šenšin Canto popolare Vladimir Sollogub | |
| 16   | Sei romanze 1 Цветы благоухают (I fiori profumano) 2 Я сердцу сказал (Io ho detto al cuore) 3 Рыцарь прекрасный (Il cavaliere leggiadro) 4 Ты холодна ко мне (Tu sei fredda con me) 5 Нет, если бы даже (No, anche se) 6 Желали б вы (Vorreste voi) | 1879    | ? Alfred de Musset ? Alfred de Musset | |
| 17   | Bolero per voce ed orchestra | 1881    | | Il testo è in italiano, russo e francese. |
| 19   | Sette romanze e duetti 1 Ни отзыва, ни слова, ни привета (Non una reazione, non una parola, non un saluto) 2 Звезда (Stella) 3 Un fiorellino (Come il cielo il tuo sguardo brilla) 4 Только что на проталинах (Solo ora dove s'è sciolta la neve) 5 Последние цветы (Gli ultimi fiori) 6 Тучи (Nuvole) 7 Чаша жизни (Il calice della vita) | 1881    | Aleksej Apuchtin Michail Lermontov Aleksandr Puškin Michail Lermontov | Le 1-3 sono per voce e pianoforte, le 4-7 sono per due voci e pianoforte. |
| 23   | Six Mélodies 1 Dans la plaine blonde (Nella bionda pianura) 2 L'echo (L'eco) 3 Vieille chanson (Vecchia canzone) 4 Solitude (Solitudine) 5 La pauvre fleur disait (Il povero fiore diceva) 6 Enfant, si j'etais rois (Bambino, s'io fossi re) | 1884    | François Coppée Victor Hugo Sully Prudhomme Victor Hugo | Il testo di tutte le canzoni è in francese. |
| 27   | Sei romanze 1 Много грусти (Tanta tristezza) 2 Имя где для тебя? (Un nome dov'è per te?) 3 У врат обители святой (Alle porte del santo monastero) 4 В порыве нежности (In un impeto di tenerezza) 5 Когда я прижимал тебя к груди моей (Quando ti ho stretto al petto) 6 Пушкин о Жуковском (Puškin su Žukovskij) | 1878    | Nikolaj Ogarëv Vasilij Žukovskij Michail Lermontov George Gordon Byron Aleksandr Puškin | |
|      | Septain | 1885    | | |
| 32   | Sept Mélodies 1 Hier le vent du soir (Ieri il vento della sera) 2 Mes vers fuiraient (I miei versi fuggiranno) 3 La tombe et la rose (La tomba e la rosa) 4 Adieu (Addio) 5 Attente (Attesa) 6 Lendemain (Il giorno dopo) 7 Le baiser (Il bacio) | 1886    | Victor Hugo André Chénier Victor Hugo François Coppée | Il testo di tutte le canzoni è in francese. |
| 33   | Sette poesie di Puškin e Lermontov 1 Соловей (L'usignolo) 2 Расставание (Separazione) 3 Я вас любил (Io vi ho amato) 4 Сожженное письмо (La lettera bruciata) 5 Они любили друг друга (Si amavano) 6 Будь со мною как прежде бывала (Sii con me com'eri prima) 7 Метель шумит (La tormenta rumoreggia) | 1885-86 | Aleksandr Puškin Michail Lermontov da Heinrich Heine Michail Lermontov | |
| 34   | Ave Maria per una o due voci, pianoforte o harmonium e coro femminile ad libitum | 1886    | Ave Maria | Il testo è in latino. |
| 37   | Tre Lieder 1 Es fällt ein Stern herunter (Una stella cade) 2 Wechselgesang (Canto alternativo) 3 Liebst du um Schönheit (Ami la bellezza) | 1885-86 | Heinrich Heine Friedrich Rückert | Il testo di tutte le canzoni è in tedesco. |
|      | Les adieux de Guyot-Dessaigne (Gli addii di Guyot-Dessaigne) | 1889    | Albert Millaud | Il testo è in francese. |
| 42   | Les deux ménétriers, per voce ed orchestra | 1890    | Jean Richepin | Il testo è in francese. |
| 44   | Venti poesie di Jean Richepin | 1890    | Jean Richepin | Il testo di tutte le canzoni è in francese. |
| 47   | Quattro romanze | 1892    | | Inedite. |
| 48   | Quattro sonetti di Adam Mickiewicz | 1892    | Adam Mickiewicz | Il testo di tutte le canzoni è in polacco. |
| 49   | Sette romanze 1 Коснулась я цветка (Ho toccato un fiore) 2 Пророк (Il profeta) 3 Тучка (Una nuvola) 4 Не говорите мне—он умер (Non ditemi che è morto) 5 Гимн Вальсингама (Inno di Walsingham) 6 Отчего это, милая (Perché questo, cara?) 7 Кинжал (Il pugnale) | 1889-92 | Vasilij Nemirovič-Dančenko Aleksandr Puškin Vasilij Panov Semën Nadson Aleksandr Puškin Heinrich Heine Michail Lermontov | |
| 54   | Cinq Mélodies 1 Tristesse de chose (Tristezza di cosa) 2 Le colibri (Il colibrì) 3 Les roses d'Ispahan (Le rose d'Esfahan) 4 Je n'en ai jamais aimé qu'une (Non ho mai amato che una) 5 Ici bas tous les lilas meurent (Quaggiù muoiono tutti i lillà) | 1890-95 | Jean Lahor Leconte de Lisle Zénon Fière o suo fratello Charles-Louis Fière Sully Prudhomme | Il testo di tutte le canzoni è in francese. |
| 55   | Otto romanze 1 Под небом голубым (Sotto il cielo azzurro) 2 Песня Мэри (La canzone di Mary) 3 Дробится и плещет (Si rompe e spumeggia) 4 Не пенится море (Il mare non fa schiuma) 5 Три ключа (Tre chiavi) 6 Заклинание (Formula magica) 7 Пленный рыцарь (Il cavaliere prigioniero) 8 Пророк (Il profeta) | 1890?   | Aleksandr Puškin Aleksej Tolstoj Aleksandr Puškin Michail Lermontov | |
|      | Голубые гусары (Gli ussari blu) | 1894    | | |
| 57   | Venticinque poesie di A. Puškin | 1899    | Aleksandr Puškin | |
| 62   | Ventuno poesie di N. Nekrasov | 1902    | Nikolaj Nekrasov | |
|      | Sei canzoni polacche | 1902    | | Il testo di tutte le canzoni è in polacco. |
| 66   | Echi di guerra 1 На пиру (Al banchetto) 2 Война (Guerra) 3 Мне бой знаком (La lotta mi è nota) 4 Весна-красна. Былина (Primavera rossa. Bylina) 5 Варяг (Il Variago) 6 Памяти С.О. Макарова (In memoria di S. O. Makarov) 7 В эти дни испытанья (In questi giorni infelici) 8 В дни войны (Nei giorni di guerra) 9 Зима (Inverno) 10 Раненый орёл (L'aquila ferita) | 1904-05 | Arsenij Goleniščev-Kutuzov E. Dmitriev Aleksandr Puškin N. Malaškin Autore sconosciuto B. Nikonov B. Repinskij M. K. E. Orlova | La n. 4 anche in arrangiamento per voce ed orchestra. |
| 67   | Diciotto poesie di A. K. Tolstoj | 1904    | Aleksej Tolstoj | |
|      | Милому Керзинскому дому привет (Saluto alla cara casa Kerzin) | 1904    | Cezar' Kjui | |
|      | Музыкальные шутки и экспромты (Scherzi ed improvvisi musicali) | 1904-16 | | |
|      | Lamento | 1905    | | |
|      | Весеняя песня (Canto di primavera) | 1905    | | |
|      | Trois mélodies | 1906    | | |
|      | Желание (Desiderio) | 1906    | | Per due voci. |
| 71   | Sei poesie di Adam Mickiewicz | 1906-07 | Adam Mickiewicz | Tutte le canzoni sono il polacco. |
| 72   | Neuf mélodies | 1906-10 | | |
| 73   | Diciassette canzoni per bambini | 1906-07 | | |
| 75   | Sette poesie di poeti armeni 1 Армянский кровь (Sangue armeno) 2 Как мощный, бурный вихрь (Come un turbine potente e tempestoso) 3 Сон (Un sogno) 4 Всю душу я свою (Tutta la mia anima) 5 Туман распростер свой крылья (La nebbia ha aperto le sue ali) 6 Ей (A lei) 7 Смерть воина (Morte di un guerriero) | 1907    | Raphael Patkanyan Lewon Manuēlean Smbat Shahaziz Avetik Isahakyan Petros Duryan Hovhannes Hovhannisyan | |
| 76   | Sei poesie di Jakov Polonskij | 1907    | Jakov Polonskij | |
|      | Гимн Стасову (Inno a Stasov) | 1907    | | |
|      | Per Cristo | 1908    | | |
| 78   | Altre diciassette canzoni per bambini | 1909-10 | | |
| 86   | Lieder e romanze 1 Вино и кокетка (Il vino e la civetta) 2 К ней (Da lei) 3 Нет! Я не дорожу (No! Non apprezzo) 4 Es blasen die blauen Husaren (Gli ussari azzurri soffiano) 5 Les îles roses (Les îles roses) 6 Sie haben mich gequälet (Mi hanno tormentato) 7 Не дари лучезарной улыбкой (Non regalare un sorriso radioso) 8 Стрелок и поселянка (Il tiratore e la paesana) 9 Подражание Корану (Imitazione del Corano) 10 Играй, мой паж (Recita, mio paggio) 11 В толпе людской (Nella folla di persone) 12 Нет, нет, не должен я (No, no, io non devo) 13 Румяной зарею (Alla rossa alba) 14 Когда волнуется (Quando si è preoccupati) 15 Widzenię sie w gaju (Ci vediamo nel boschetto) 16 Военная песня (Canto di guerra) 17 К поэту (Al poeta) 18 Под шопот ночи (Nel sussurro della notte) 19 Сегодня выпал снег (Oggi è caduta la neve) 20 В альбом (Nell'album) 21 Росинка (Goccia di rugiada) 22 Памяти И.К. Айвазовского (In memoria di I. K. Ajvazovskij) 23 На смерть Грига (In morte di Grieg) 24 Памяти В.В. Стасова (In memoria di V. V. Stasov) | 1907-08 | Vasilij Kuročkin Aleksej Kol'cov Aleksandr Puškin Heinrich Heine Jean Richepin Heinrich Heine Vladimir Mazurkevič Vasilij Kuročkin Aleksandr Puškin Autore sconosciuto Nikolaj Minskij Aleksandr Puškin Michail Lermontov Adam Mickiewicz Aleksej Kol'cov Arsenij Goleniščev-Kutuzov Boris Žirkovič J. Jablonskij Michail Lermontov Nadežda Dolomanova Vasilij Korganov Izabella Grinevskaja N. Clark | La n. 4 è datata 1894. Le n. 4 e 6 sono in tedesco, la n. 5 è in francese, la n. 15 è in polacco.                                                                                               |
|      | Нет, не тебя (No, non tu) | 1910?   | K. | |
|      | Les trois oiseaux (I tre uccelli) | 1911    | François Coppée | Il testo è in francese. |
|      | Очнувшийся орёл (L'aquila risvegliata) | 1912    | K. | |
|      | Политическому поэту (Al poeta politico) | 1912    | | |
| 90   | Cinque favole di Ivan Krylov | 1913    | Jakov Polonskij | |
|      | Музыкальные миниатюры (Miniature musicali) | 1913    | | |
|      | Бейте Тевтона - Guerre au Teuton (Guerra al Teutonico) | 1914    | | Il testo è in russo ed in francese. |
| 97   | Le ultime diciassette canzoni per bambini | 1914-15 | | |
| 98   | Будрыс и его сыновья (Budrys ed i suoi figli) | 1915    | Aleksandr Puškin da Adam Mickiewicz | Ballata per voce ed orchestra. |
| 99   | Sei canti degli Slavi occidentali | 1915    | Aleksandr Puškin da Prosper Mérimée | La n. 6 è per coro maschile e pianoforte. |
|      | Бабень (Baben') | 1915    | | |
|      | Списи смерти (Le liste della morte) | 1915    | | |
|      | Не цветок-ли (Non un fiore) | 1915    | | |
|      | Утро жизни (Mattino di vita) | 1916?   | | |
|      | Гимн футуризму (Inno al futurismo) | 1917    | Cezar' Kjui? | |
| 102  | Arabeschi vocali |         | | |
|      | La Resurrezione di Cristo |         | Matteo 28, 1-7 | |
|      | La Bataille | ?       | | |

## Opere per coro
Le composizioni sono a cappella se non indicato diversamente.
| Opus | Titolo | Periodo | Testo | Note                                                                |
| ---- | --- | ------- | --- | ------------------------------------------------------------------- |
| 4    | Due cori da Puškin | 1860    | Aleksandr Puškin | Per coro ed orchestra.                                              |
| 6    | Coro mistico | 1871    | Dante Alighieri (dal Purgatorio), adattato da Vladimir Stasov                                                             | Per coro femminile ed orchestra. Il testo è in russo ed in latino.  |
|      | Les Oiseaux d’Argenteau | 1887    | | Per coro di bambini.                                                |
| 46   | Cinque cori | 1893    | KR (granduca Konstantin Konstantinovič Romanov)                                                                           | I n. 1-4 sono per coro femminile, il n. 5 per coro misto.           |
| 53   | Sei cori 1 Встрепенитесь птички-песни! (Coraggio, uccelli canori!) 2 Две розы (Due rose) 3 Сияет солнце (Il sole splende) 4 Ноктюрн (Notturno) 5 Жизнь (La vita) 6 Грозовые тучи (Nubi minacciose) | 1895    | Anatolij Aleksandrov Aleksej Pleščeev da Max Waldau Fëdor Tjutčev Michail Lermontov Vladimir Gessen Konstantin Slučevskij | Per coro maschile e pianoforte.                                     |
| 58   | Due cori 1 Ave Maria 2 Wanderlied (Canto di viaggio) | 1901    | | Per coro maschile.                                                  |
| 59   | Sette quartetti vocali | 1901    | Fëdor Sologub |                                                                     |
| 63   | Sei cori 1 Неразгаданный сон (Il sogno non svelato) 2 Уснуло все (Tutto si è addormentato) 3 Два врага (I due nemici) 4 Туда, где лес шумит (Là dove mormora il bosco) 5 Ушла, ушла весна (Se n'è andata, se n'è andata la primavera) 6 Слава (Gloria) | 1903    | Daniil Ratgauz A. Gretner Daniil Ratgauz Nikolaj Panov                                                                    |                                                                     |
| 77   | Sette piccoli cori su testi di Belousov | 1908    | Ivan Belousov |                                                                     |
| 80   | Tre Salmi | 1910    | Salmi |                                                                     |
| 85   | Tredici cori 1 Вербочки (I piccoli salici) 2 Заря лениво догорает (L'alba si spegne pigramente) 3 Омывшись на заре (Dopo le abluzioni mattutine) 4 Золотой звон (Il suono dorato) 5 Весна (Primavera) 6 Май (Maggio) 7 Лунным блеском озаранная (Illuminato da un bagliore lunare) 8 Пусть смятенья и грома (Che tuono e confusione) 9 Salici (I due nemici) 10 Дни весенние (Giorni di primavera) 11 Верь в великую силу любви (Credi alla grande forza dell'amore) 12 Рано утром (Il mattino presto) 13 Птици (Uccelli) | 1911    | Ol'ga Belaevskaja Semën Nadson ? Semën Nadson Ol'ga Belaevskaja ? Ol'ga Belaevskaja                                       | Per coro femminile e di bambini con accompagnamento del pianoforte. |
| 88   | Nove quartetti vocali 1 Слезы людские (Lacrime di uomini) 2 Тихой ночью (Nella notte quieta) 3 Не рассуждай (Non discutere) 4 Словно море (Come il mare) 5 Летом (D'estate) 6 Колыбельная (Ninna nanna) 7 Край ты мой (Terra tu mia) 8 Полдень (Mezzogiorno) 9 Охотник и зайка (Il cacciatore e la lepre) | 1911-12 | Fëdor Tjutčev ? Nikolaj Nekrasov Canto popolare russo Aleksej Tolstoj Fëdor Tjutčev ?                                     | Per voci maschili.                                                  |
|      | Marcia dei falconi russi | 1912    | V. Požidaev | Per coro e pianoforte.                                              |
| 89   | Cantata per il trecentesimo anniversario di regno della dinastia Romanov | 1913    | Nikolaj Boborykin | Per coro e orchestra.                                               |
| 93   | Canto alla Santissima Madre di Dio | 1914    | | Per voce e coro.                                                    |
| 96   | Твой стих (Il tuo verso), cantata in memoria di M. J. Lermontov | 1914    | Izabella Grinevskaja | Per voci soliste, coro e orchestra.                                 |
|      | Идут (Stanno marciando) | 1914    | | Per coro maschile.                                                  |
| 101  | Piccoli duetti corali 1 Зима (Inverno) 2 Что ты клонишь над водами (Perché ti stai chinando sulle acque?) 3 Весна (Primavera) 4 Тишина (Silenzio) 5 Листья (Foglie) 6 Разные денёчки (Giornate diverse) 7 Солнце и дети (Il sole e i bambini) | 1899    | E. Belousov Fëdor Tjutčev Nikolaj Hvostov Fëdor Tjutčev Nadežda Dolomanova ?                                              |                                                                     |
|      | Многая вам лета (Molti anni a voi) | 1915    | Cezar' Kjui? |                                                                     |

## Arrangiamenti, revisioni e completamenti di lavori di altri compositori
| Compositore            | Titolo                 | Periodo | Note                                   |
| ---------------------- | ---------------------- | ------- | -------------------------------------- |
| Aleksandr Dargomyžskij | Il convitato di pietra | 1869    | Introduzione e fine della prima scena. |
| Modest Musorgskij      | La fiera di Soročincy  | 1914-16 | Completamento dell'opera.              |